# Айтієв Абдрахман Айтійович
Абдрахман Айтійович Айтієв (каз. Әбдірахман Әйтиұлы Әйтиев; 1886—1936) — радянський партійний і державний діяч, голова революційного комітету з управління Киргизьким краєм (фактично голова уряду) в жовтні 1920 року.

## Життєпис
1901 року закінчив російсько-казахську школу в Каратобе.
У 1917—1920 роках, під час подій у Західно-Казахстанській області та під час громадянської війни підтримував більшовиків. У 1920—1921 роках брав активну участь у делімітації північного кордону Казахської автономії, обіймав посаду голови Акмолинського губревкому. 1921 року став народним комісаром внутрішніх справ Казахської АРСР.
Був одним з авторів проекту першої Конституції Казахської РСР.